# Masque
Een masque, maskerade of maskerspel is een toneel-, muziek- en dansspektakel dat hoofdzakelijk in de 16e en 17e eeuw in aristocratische kringen populair was.
De masque vond zijn oorsprong in Noord-Italië aan de hofhoudingen van adellijke families zoals de Medici en was bedoeld als opluistering voor verscheidene feestelijkheden. Via Frankrijk raakte de masque uiteindelijk vooral in Engeland populair, en ontwikkelde zich er tot een exuberant spektakel, waarvoor vooraanstaande schrijvers en componisten de tekst en muziek leverden. Doorgaans betrof het allegorische onderwerpen die vaak door leden van de aristocratie zelf zingend en dansend ten tonele werden gebracht. Het was de gewoonte dat een vorst met een uitvoerige masque verwelkomd werd. Medio 17e eeuw raakte de masque in de verdrukking door toedoen van de opkomende opera, hetgeen niet wegnam dat de eerste opera's nog vele elementen van de masque bevatten.
Een masque bevatte naast muziek en dans ook nog gesproken tekst, en legde sterk de klemtoon op weelderige kostumering en elegante, sierlijke intermezzi. Ben Jonson was vermaard om zijn masques, en componisten als Matthew Locke componeerden nog nadrukkelijk in de masquestijl, zelfs nadat het Protectoraat van Cromwell het culturele leven had stilgelegd. Vanaf de tweede helft van de 17e eeuw begonnen vorstelijke hofhoudingen de voorkeur aan continentale opera (en continentale componisten) te geven. De belangstelling voor masques is in de 20e eeuw hernieuwd in de nasleep van de nieuwe aandacht voor Oude Muziek, maar masques als dusdanig worden niet meer uitgevoerd.

## Maskerades door studenten

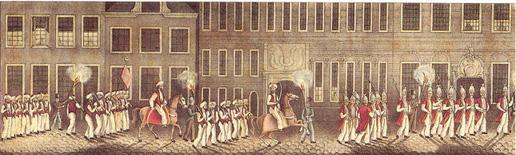
Maskerade, Groningen 1836

In de 19e en het begin van de 20e eeuw was het gebruikelijk in verschillende steden als Leiden, Utrecht en Delft bij een lustrum van de universiteit of het studentencorps een maskeradeoptocht te houden, waarbij studenten zich verkleedden in historische kostuums rond een bepaald thema. Tot in de jaren zestig van de 20e eeuw hebben studenten van het Groninger Studentencorps Vindicat Atque Polit bijvoorbeeld bij ieder lustrum een maskerade gehouden. De maskerades waren zeer kostbaar. De leden beeldden een historische intocht of bruiloft uit en lieten daarvoor kostbare historisch correcte kostuums en paardentuig maken. Het was gebruikelijk dat de hoofdpersonen feesten en recepties gaven en visitekaarten met hun portret lieten drukken. Van de maskeraden die door de stad Groningen trokken, werden kostbare boeken met kleurenlitho's gedrukt. Deze grote langwerpige boeken zijn door verzamelaars zeer gezocht.

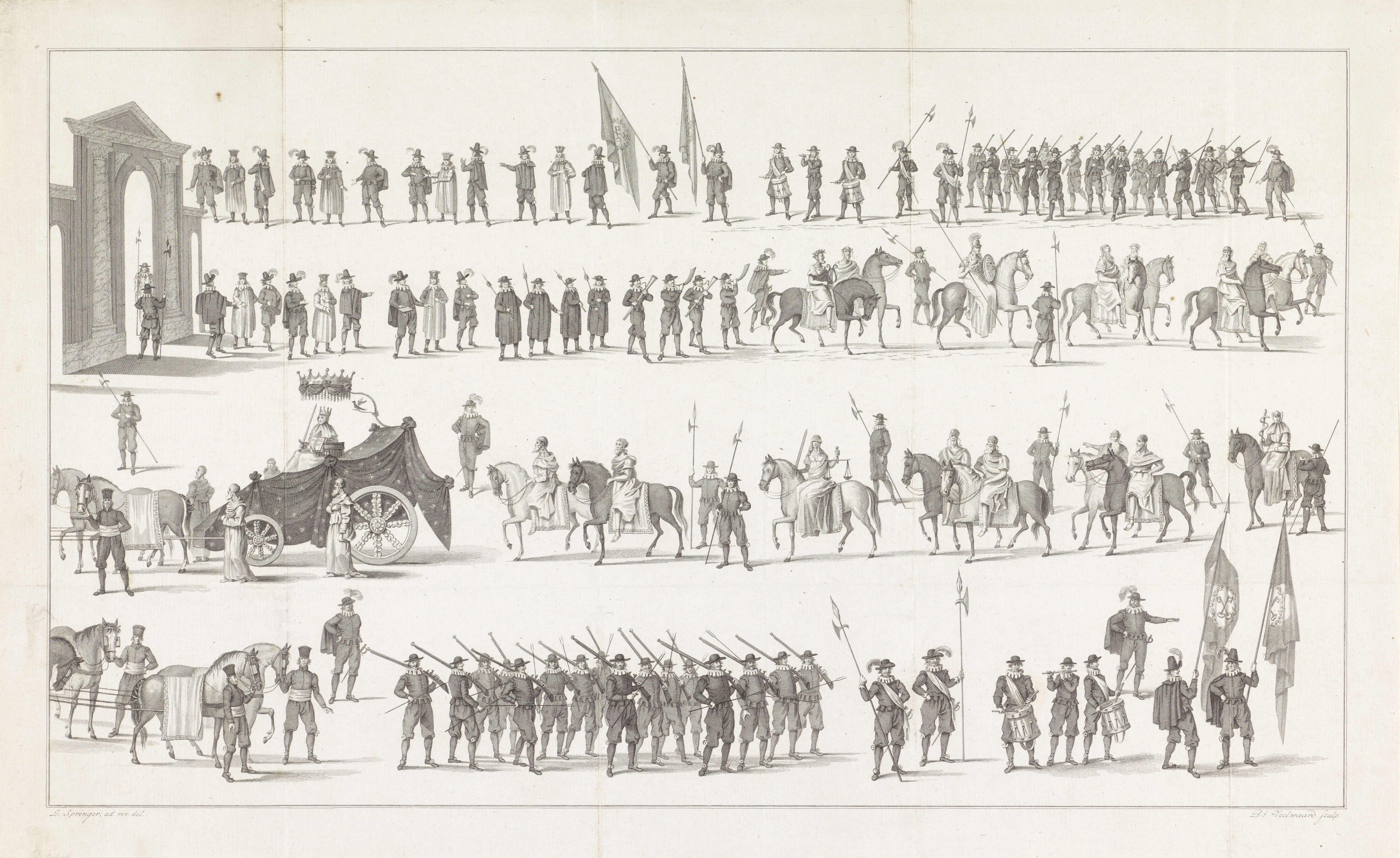
Maskerade Leiden, 1825
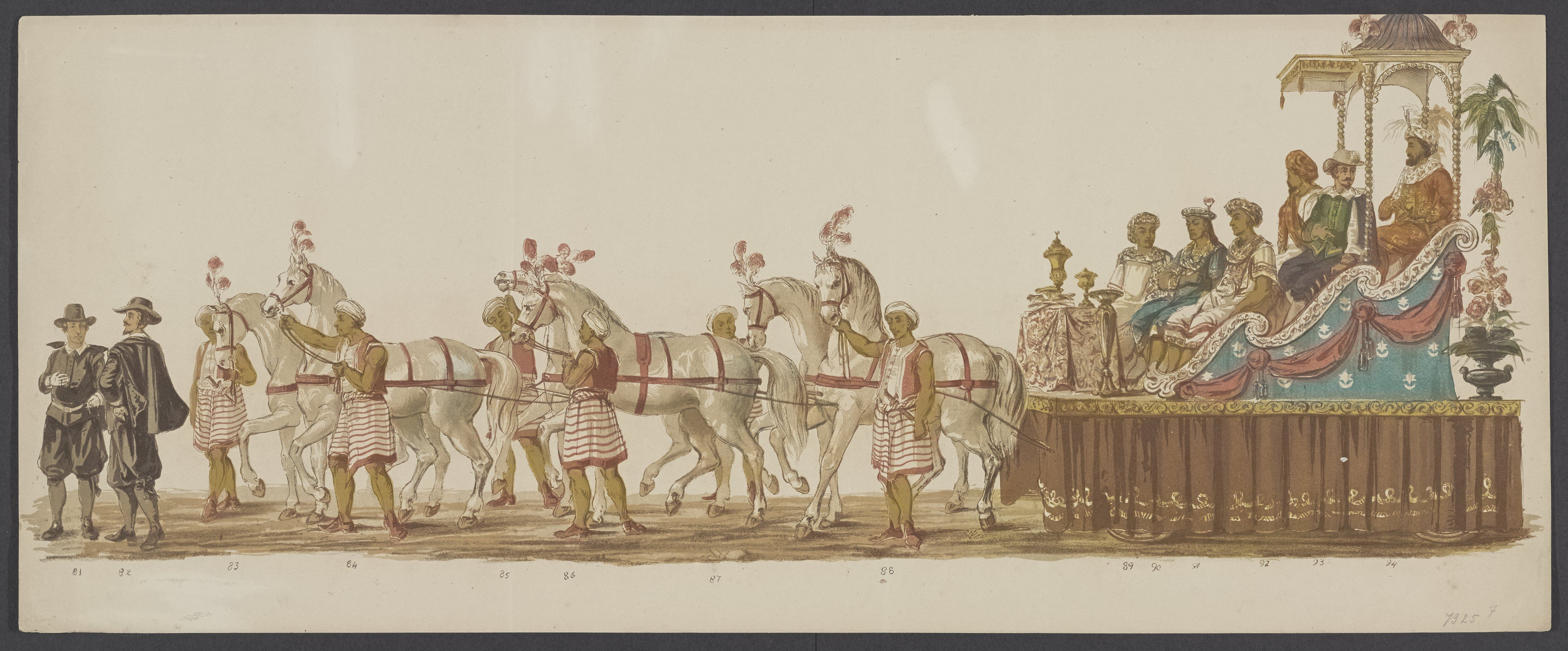
Maskerade Delft, 1862
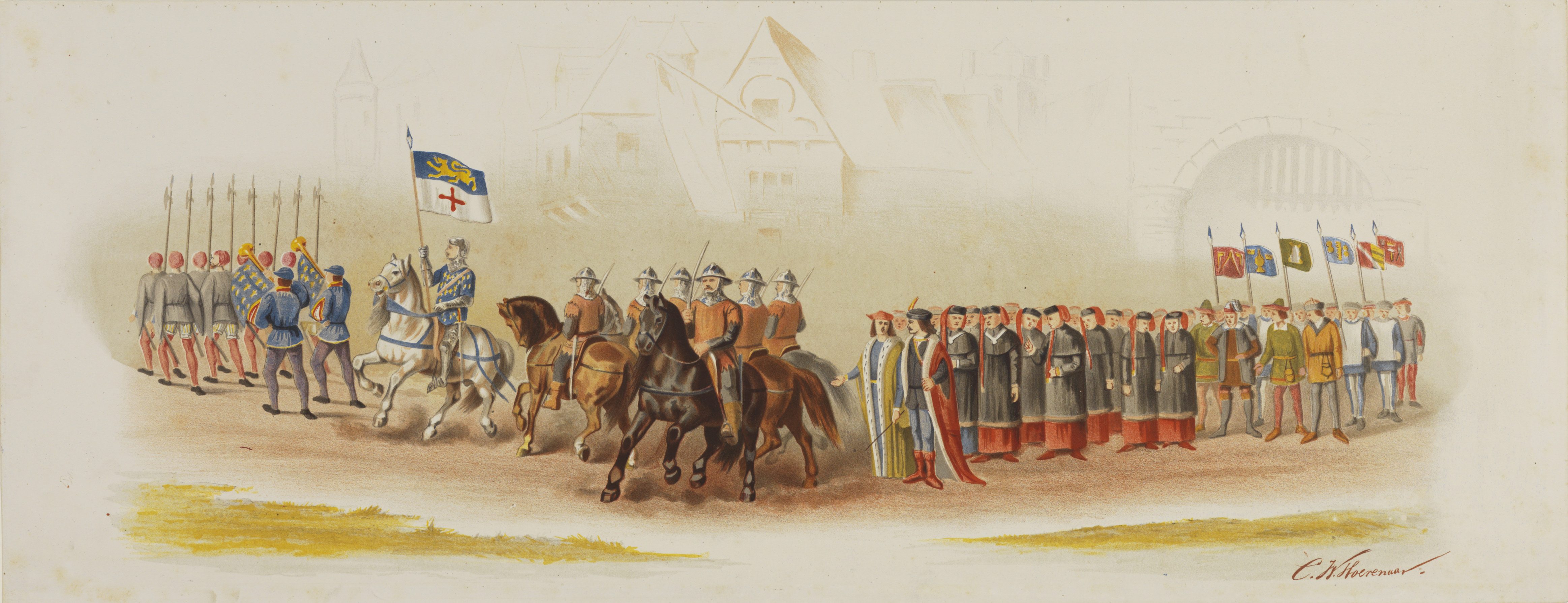
Maskerade Utrecht, 1876
Maskerade Leiden, 1935